# سیاه شدن ناخن در اثر ضربه
سیاه شدن ناخن در اثر ضربه یا خونمردگی ناخن یا هماتوم زیر ناخن بیانگر تجمع خون (هماتوم) در زیر ناخن (ناخن انگشت پا یا ناخن انگشت دست) است. علیرغم جدی نبودن این ضایعه کوچک، سیاه شدن ناخن به دنبال ضربه می‌تواند به شدت دردناک باشد.

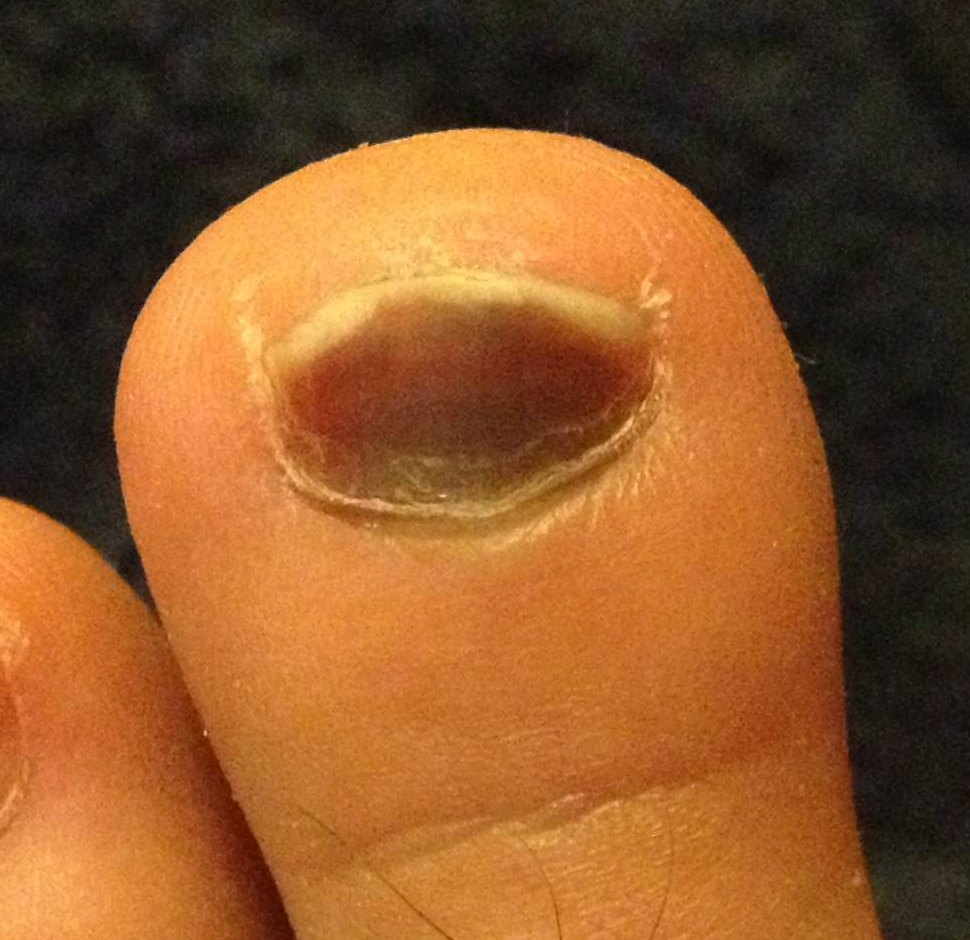
خونمردگی زیر ناخن

## چگونگی ایجاد ضایعه
پارگی بستر ناخن باعث خونریزی در ناحیه بافت خرد شده در زیر ناخن می‌شود. جمع شدن خون در زیر ناخن باعث تغییر رنگ ناخن به قرمز، قهوه ای، مایل به آبی یا خاکستری / مایل به سیاه می‌شود. فشار ناشی از تجمع خون در زیر ناخن باعٍث ایجاد درد می‌شود که ممکن است کیفیتی ضربان دار داشته باشد درد ناشی از خونمردگی زیر ناخن با برطرف شدن فشار ناشی از تجمع خون بر بستر ناخن، برطرف می‌گردد.
سیاه شدن ناخن ناشی از خونمردگی زیر ناخن معمولاً به‌طور خودبخود و بدون عارضه بهبود می‌یابند، هر چند احتمال عفونی شدن ضایعه وجود دارد. فشار ناشی از تجمع خون در زیر ناخن ممکن است باعث جدا شدن صفحه ناخن از بستر ناخن (اونیکولیز) شود، حتی اگر صفحه ناخن از بستر ناخن جدا شده باشد ناخن نباید کشیده شود، زیرا این امر می‌تواند باعث ایجاد جوشگاه در بستر ناخن در نتیجه تغییر شکل ناخن شود. تغییر رنگ ناخن (بدنبال سیاه شدن ناخن) ممکن است چند ماه طول بکشد.
خود سطح ناخن نیز ممکن است در اثر آسیب ضخیم‌تر و شکننده شود (اونیکوشزیز). ناخن تغییر شکل یافته به تدریج رشد می‌کند و ظرف چند ماه ناخن با ظاهر طبیعی جایگزین (ناخن آسیب دیده) می‌شود. به ندرت، ممکن است ناخن دردناک شده و به تخلیه جراحی نیاز داشته باشد.

## علل

راست: کفش گشاد است، پا سر می‌خورد. مرکز: کفش کوچک است پا به راحتی در محل مفصل مچ پا باز می‌شود. چپ: کفش اندازه پا است

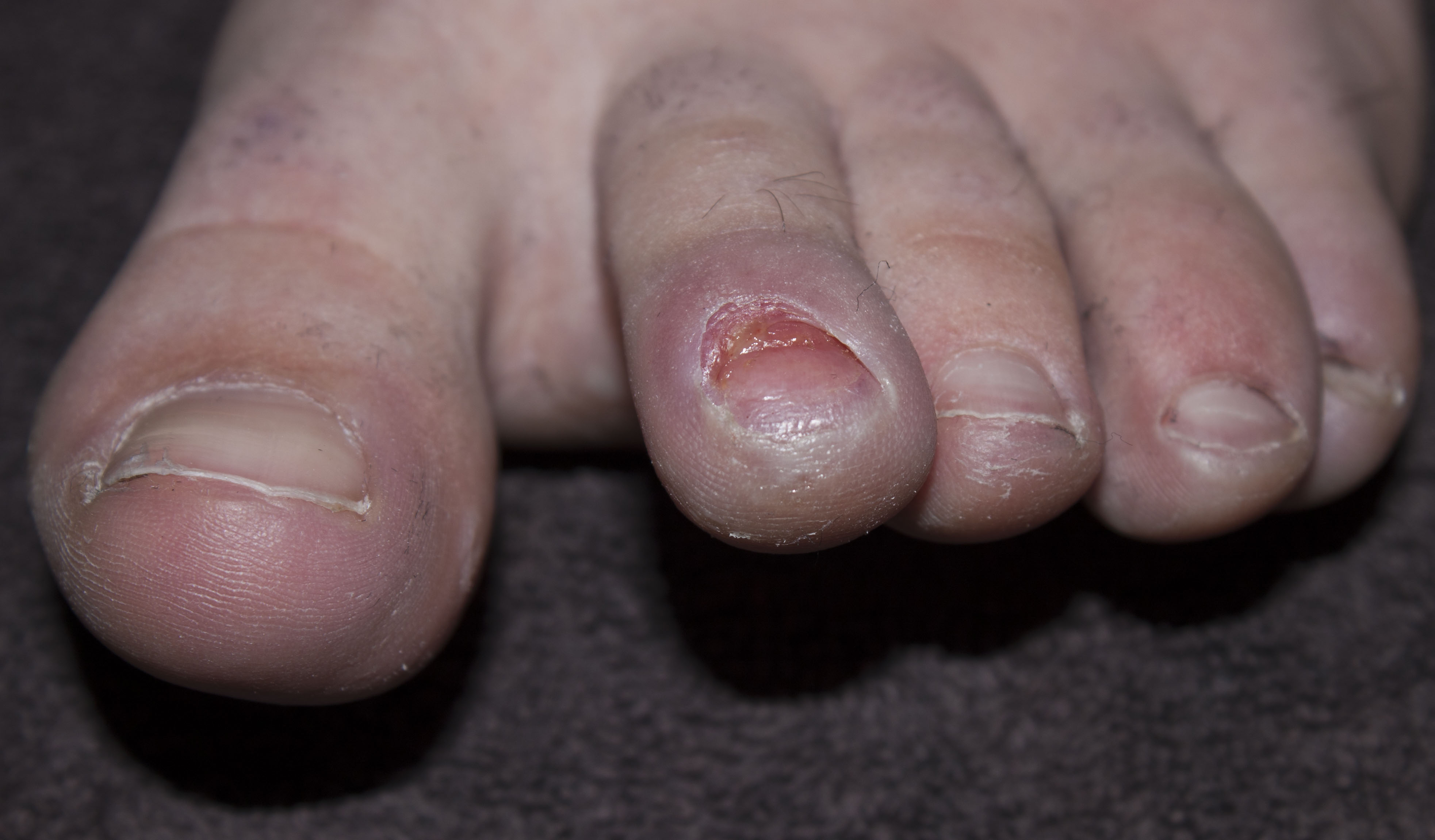
پایی که یکی از ناخن‌هایش را از دست داده‌است، این امر ممکن است به دنبال آسیب دیدگی ناشی از دویدن به دلیل پوشیدن کفشی نامناسب یا کوتاه کردن نادرست ناخن پا یا وجود ضایعه انگشت شست مورتون ایجاد شده باشد.

سیاه شدن ناخن ممکن است به دلیل آسیب دیدگی ناشی از کوبیده شدن انگشت به در، یا در اثر فعالیت‌های ورزشی به ویژه ورزشهایی مانند فوتبال، بسکتبال یا تنیس که با شتاب گرفتن ناگهانی فرد همراه هستند ایجاد شوند همچنین سیاه شدن ناخن (پا) می‌تواند در هنگام پایین از تپه یا سراشیبی دویدن یا پیاده‌روی در زمین ناهموار ایجاد شود.
کوبیدن مکرر انگشتان پا به قسمت پنجه کفش می‌تواند باعث ایجاد هماتوم زیر ناخن انگشت پا به نام انگشت پای دوندگان یا ناخن پای سیاه شده شود. به‌طور معمول درصد مشخصی از دوندگان در یک مسابقه دو ماراتن، دچار این عارضه می‌شوند. پوشیدن کفش مناسب به جلوگیری از این ضایعه کمک می‌کند.
اگر کفش در قسمت میانی بیش از حد گشاد باشد پا می‌تواند در کفش به جلو بلغزد (به خصوص هنگام پایین آمدن در سرازیری). این امر باعث فشرده شدن انگشتان پا در قسمت پنجه پا می‌گردد اگر پا به دلیل گشاد بودن کفش در قسمت میانی پا به جلو سر بخورد، این مشکی ممکن است با محکم بستن کفش، یا قرار دادن یک پد بزرگ بین زبانه و بند کفش، یا بانداژ به شکل هشت انگلیسی به دور مچ پا، حل شود. و مچ پا (تصویر). اگر کفش در قسمت میانی پا تنگ باشد این امر ممکن است باعث ایجاد مشکلات تاندونی شود.
مورد دیگر این است که به دلیل تنگی کفش فضای کافی در محل پنجه کفش وجود نداشته باشد، در نتیجه انگشتان نیز به‌طور مکرر به قسمت جلوی کفش برخورد می‌کنند. وقتی وزن بدن روی کف پا قرار می‌گیرد کف پا درازتر و پهنتر می‌شود، این امر به دلیل صاف شدن قوس کف پا و فاصله گرفتن و خم شدن انگشتان پا از یکدیگر می‌باشد. درمقایسه با یک سفر کوتاه در پایان یک سفر طولانی با پای پیاده، قوسهای کف پا صاف شده و استخوانهای متاتارسال کف پا از یکدیگر بیشتر فاصله گرفته و پا بیشتر ورم می‌کند. قسمت پنجه کفش باید بلند نیز باشد چرا که انگشتان پا به فضای عمودی در قسمت پنجه کفش نیز نیاز دارند، اگر قسمت پنجه کفش کوتاه باشد و بر سطح بالایی انگشتان فشار بیاورد این امر باعث کبودی زیر ناخن می‌گردد، به‌خصوص اگر پنجه کفش سفت باشد. اگر پنجه کفش نوک تیز باشد انگشتان پا در قسمتی که پنجه کفش کوتاه است به سمت جلو فشرده می‌شوند.
ناخن‌هایی که در قسمت جلو صاف نیستند ممکن است فشار وارده به پا را در سطح ناخن متمرکز کنند. کوتاه کردن صحیح ناخنها در جلوگیری از سیاه شدن ناخنهای پا مؤثر است.
بعضی از دونده‌های حساس ممکن است انگشت شست پای مورتون نیز داشته باشند. در افراد با انگشت شست پای مورتون، انگشت دوم پا نسبت به انگشت شست پا بلندتر است. پیدا کردن کفش دارای فضای مناسب در قسمت پنجه برای افراد دارای انگشت شست پای مورتون مشکل است.

## درمان
سیاه شدگی ناخن می‌تواند به خودی خود بهبود یابد. اگر خونمردگی زیر ناخن به شدت دردناک باشند، ناخن سیاه شده ممکن است نیازمند تخلیه باشد.
ناخن سیاه شده را می‌توان به‌طور محافظه کارانه یا با تخلیه خونمردگی و در نتیجه کاهش فشار (ناشی از تجمع خون زیر ناخن) درمان کرد، فشار (زیر ناخن و بالای بستر ناخن) را می‌توان با ایجاد یک سوراخ در سطح ناخن روی محل خونمردگی (در چهل و هشت ساعت اول پس از سیاه شدن ناخن) برطرف کرد (مته کاری)، این امر همچنین با کشیدن ناخن ممکن است.
در بیمارستان یا مطب پزشک می‌شود از دستگاه کوتر الکتریکی یا سوزن سایز هجده جهت مته کاری سطح ناخن استفاده کرد، اگر هیچ‌کدام از این دو وجود نداشتند برای تخلیه خونمردگی زیر ناخن می‌توان از نوک یک گیره کاغذ داغ (سرخ شده بر اثر حرارت) برای تخلیه خون جمع شده در زیر ناخن استفاده کرد. نوک یک گیره کاغذ باید گرم شود تا داغ و سرخ رنگ شود و گیره کاغذ (قرمز بر اثر حرارت) به آرامی در سطح ناخن در مرکز هماتوم (مرکز ناحیه سیاه زیر ناخن) قرار گیرد، تماس آرام نوک گیره کاغذ سرخ شده با سطح ناخن، باعث ایجاد سوراخی در سطح ناخن می‌شود که از طریق آن خونمردگی زیر ناخن تخلیه شده و فشار بر روی بستر ناخن برطرف می‌شود، سوراخ باید با پانسمان استریل پوشانده شود و همچنین ناخن باید خشک نگاه داشته شود.
کشیدن ناخن به‌طور معمول زمانی انجام می‌شود که خود ناخن آسیب دیده باشد، شکاف بزرگی در سطح ناخن ایجاد شده باشد که نیاز به بخیه زدن داشته باشد، یا شکستگی در استخوانهای نوک انگشت وجود داشته باشد. اگرچه به‌طور کلی بیهوشی عمومی مورد نیاز نیست، اما در صورت برداشتن ناخن، بلاک عصبی (بی‌حسی ناخن از طریق بلاک عصب انگشت) توصیه می‌شود. برای مته کاری، بلوک و بی‌حسی عصب اغلب دردناک تر از خود مته کاری است.